# 日比野正嗣
日比野 正嗣（ひびの せいじ、1950年9月27日 - ）は、日本のアーチェリーの選手である。彼は、1972年夏季オリンピックの男子個人種目に出場した。